# Ariceștii Zeletin (gmina)
Ariceștii Zeletin – gmina w Rumunii, w okręgu Prahova. Obejmuje miejscowości Albinari i Ariceștii Zeletin. W 2011 roku liczyła 1224 mieszkańców.